# Hamilton (adelsslægt)
 For alternative betydninger, se Hamilton. (Se også artikler, som begynder med Hamilton)
Slægten Hamilton er en skotsk adelsslægt, der har forgreninger i England og Sverige.
Efter at det skotske slot Cadzow kom i slægtens besiddelse, voksede byen Hamilton op omkring slottet.
Slægten blev indgift i den skotske kongefamilie. De erhvervede sig Isle of Arran, og de blev optaget i den skotske tronfølge. Slægten kom dog aldrig på tronen. 

## Britiske medlemmer af slægten
- Alexander Hamilton (1755 – 1804), amerikansk statsmand, født på Nevis i Britisk Vestindien med den skotske godsejersøn James Hamilton som far, opvokset på Sankt Croix i Dansk Vestindien.
- James Hamilton, 3. hertug af Abercorn (1869–1953), oldefar til Diana, prinsesse af Wales (1961–1997).
- Cynthia Hamilton, grevinde Spencer (1897–1972), farmor til Diana, prinsesse af Wales (1961–1997).

### Slægtens steder på de britiske øer
Den skotske by Hamilton.

## Svenske medlemmer af slægten
- Henning Hamilton (1814 – 1886), svensk kultusminister, som gesandt i København 1861-64 forsøgte han forgæves at få Sverige til at støtte Danmark mod Tyskland i tiden op mod 2. Slesvigske Krig.
- Gustaf Axel Knut Hamilton (1831 – 1913), universitetslærer i Uppsala og Lund.
- Josef Holstein-Ledreborg (1874 – 1951), dansk lensgreve, (søn af den danske konseilspræsident Ludvig Holstein-Ledreborg (1839 – 1912)), gift på Ovesholm i Skåne med Louise Christina komtesse Hamilton (12. februar 1887 på Ovesholm – 26. april 1974), datter af greve Raoul Gustaf Hamilton (1855 – 1931),
- Agnes von Krusenstjerna (1894 – 1940), datterdatter af Adolf Ludvig Hamilton, forfatterinde.
- Erna Hamilton født Simonsen (1900 – 1996), gift i 1919 med den svenske greve Douglas Hamilton (1892 – 1942).

### Slægtens steder i Sverige
Ovesholm i Skåne.

## Fiktive personer
- Carl Gustaf Gilbert Hamilton, er fiktiv agent i Jan Guillous spændings-serie Hamilton.